# 游泳電動計時裝置
游泳競賽的電動計時裝置是從1968年第十九屆墨西哥奧運會開始採用的，此後逐漸獲得廣泛的使用，經過多年的實際應用與技術改良，現在已經達到相當精密與準確的理想階段，整個電動計時設備包含以下幾個系統：詳見「標準競賽游泳池之設備規章」。

## 訊號輸入
- 1.出發跳台的微動啟動裝置（蝶泳、蛙泳、捷泳之出發感應）。
  - 設置於起跳台台面，當選手跳離時立即啟動計時。
- 2.游泳池每個水道兩端之觸碰感應板（仰泳出發感應、及蝶、仰、蛙、捷等四式轉身或終點到達之感應）。
  - 觸碰感應板依照國際游泳聯合會規定，寬(橫寬)240公分，高(垂直)90公分，厚度1公分，使用時上緣離水面30公分，下緣沒入水中60公分，表面應有明顯醒目的顏色（一般使用黃色），四週須有1吋之黑色邊框。
- 3.手動按鈕補助器（置放於起跳台邊，由計時員操作，用以補助終點觸碰訊號感應不足）。
- 4.防水水道盒（聯結前3項之訊號輸入纜線以傳輸至電腦）。

## 電動計時處理主機
- 1.操作鍵盤、液晶顯示器、電子感應印表機。
- 2.不斷電系統DC直流電源。
- 3.發令系統之發令麥克風、鳴音器、出發端擴音器（另設有與鳴音器同步之瞬間閃光燈）。

## 訊息輸出
- 1.前置放大機（AC電源）。
- 2.即時成績（包含水道、轉身時間、終點時間及最終名次等）大型電動顯示板。

## 終點攝影設備
- 終點攝影設備包含每個水道終點的上方設置一個鏡頭朝下之攝影器，攝影訊號傳達至控制室之即時顯示器（每一水道各有一部單獨影像顯示器及一部含所有水道同時分割顯示之顯示器）與錄影機設備（可以同步錄製所有水道之影像），在有違規或判決爭議時得以做為存證及參考。

## 電動計時裝置之操作與監督
- 電動計時裝置是一項高科技精密裝置，除了價格昂貴之外，操作員必須是受過專業技術訓練，能夠非常熟練的裝配且駕輕就熟的操作各項輸出、輸入、列印等程序，在裝置發生故障時還要即時快速的修護或更換備份組件，以不致耽誤了賽程，是故一般在採用電動計時裝置的比賽，都有特別聘請專業人員負責該項工作，然而往往該等人員並不一定同時熟習游泳規則與裁判的法規與職責，所以現時國際游泳總會FINA於最新游泳規則內特別增加一項「控制室管理員」的人員編制，（SW2.2）規定：電動計時裝置的操作，包括檢視備用的攝影裝置，必須由「控制室管理員」負責監控。
- 電動設備的裝置使用
- 1.所有電動計時裝備都由發令員啟動，如果沒有使用麥克風按鈕發令，用信號槍時，必須要有信號轉換器以啟動發令。
- 2.所有電纜線盡可能不要裸露在游泳池邊。
- 3.麥克風和信號轉換器應被連接到每個出發台的揚聲器，使每一位選手都能夠同步聽到發令員的口令與出發訊號。
- 電動計時裝置之必備功能
- 1.能夠在比賽中持續輸出所有的資訊檔案。
- 2.要有電子成績顯示板。電子成績顯示板至少包含12行，每行由32個字體組成，能夠顯示字體和數字。每個字體的高度最小要有360毫米。每行及每個成績顯示板應能上下滾動，並有閃爍功能，每個成績顯示板都應該可以經由電腦編程控制的，並能顯示動畫。該電子成績顯示板的大小最少要有有7.5公尺寬和4.5公尺高度。
- 3.精確至1/100秒的接力出發判定器，若有裝置監視錄影時，這些影像可以補充為接力出發之自動判定器。
- 4.自動趟次計數器。
- 5.提供分段成績顯示、電腦成績排序、修正錯誤及自動充電電池操作的可能性。
- 詳見「游泳裁判研習教材網路分享版」或「標準競賽游泳池之設備規章」。